# Kolonia Sinołęka
Kolonia Sinołęka (prononciation : [kɔˈlɔɲa ɕinɔˈwɛnka]) est un village de polonais, situé dans la gmina de Grębków de la Powiat de Węgrów et dans la voïvodie de Mazovie dans le centre-est de la Pologne.

## Histoire
De 1975 à 1998, le village appartenait à la voïvodie de Siedlce.